# がらがら (玩具)

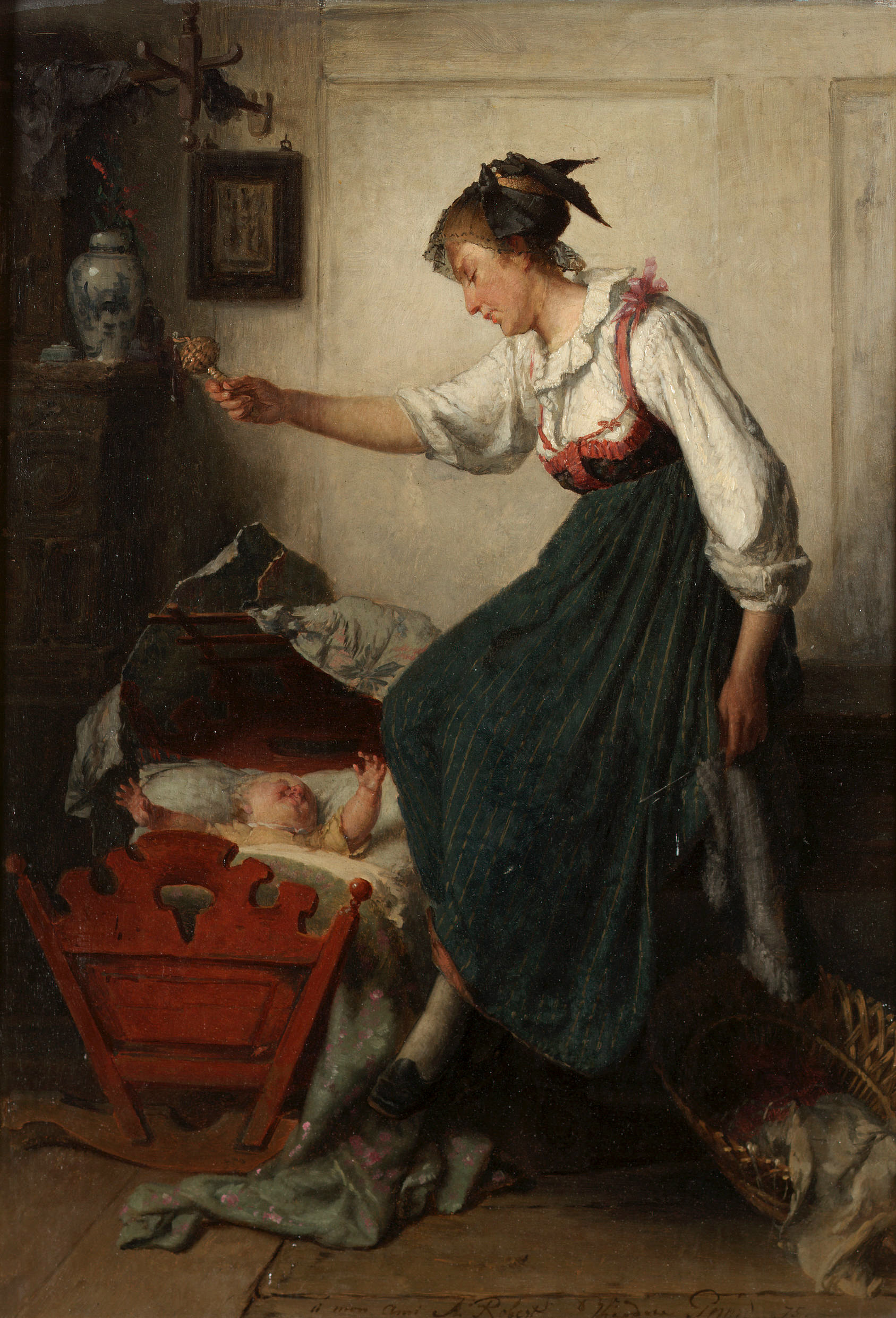
ジェラード・シオドール 『新しいがらがら』 1875年

がらがら、ガラガラは、乳幼児をあやすために用いられる音響玩具である。一般に柄の付いた円筒状の形をしており、中に球が入っていて、柄を持って振ることで音を出す。振るとがらがら音が鳴るのでこの名がある。保育者が振ることを想定したものと、赤ちゃん自身に握らせることを想定したものと二つのタイプがあり、後者にはやわらかい素材で作られたリング状のもの、おしゃぶりと一体化したものなども含まれ、「おにぎり」とも呼ばれる。
「がらがら」は世界中で広く見られる玩具である。素材はプラスチックや木製のものが多いが、メキシコにはさとうきびの茎で編まれたがらがらがあり、エスキモーはアザラシの皮を使ってがらがらを作る。日本にも張子を使った伝統的ながらがらもあるが、でんでん太鼓のような郷土玩具もがらがらの一種であると言える。

## 歴史

### 西洋

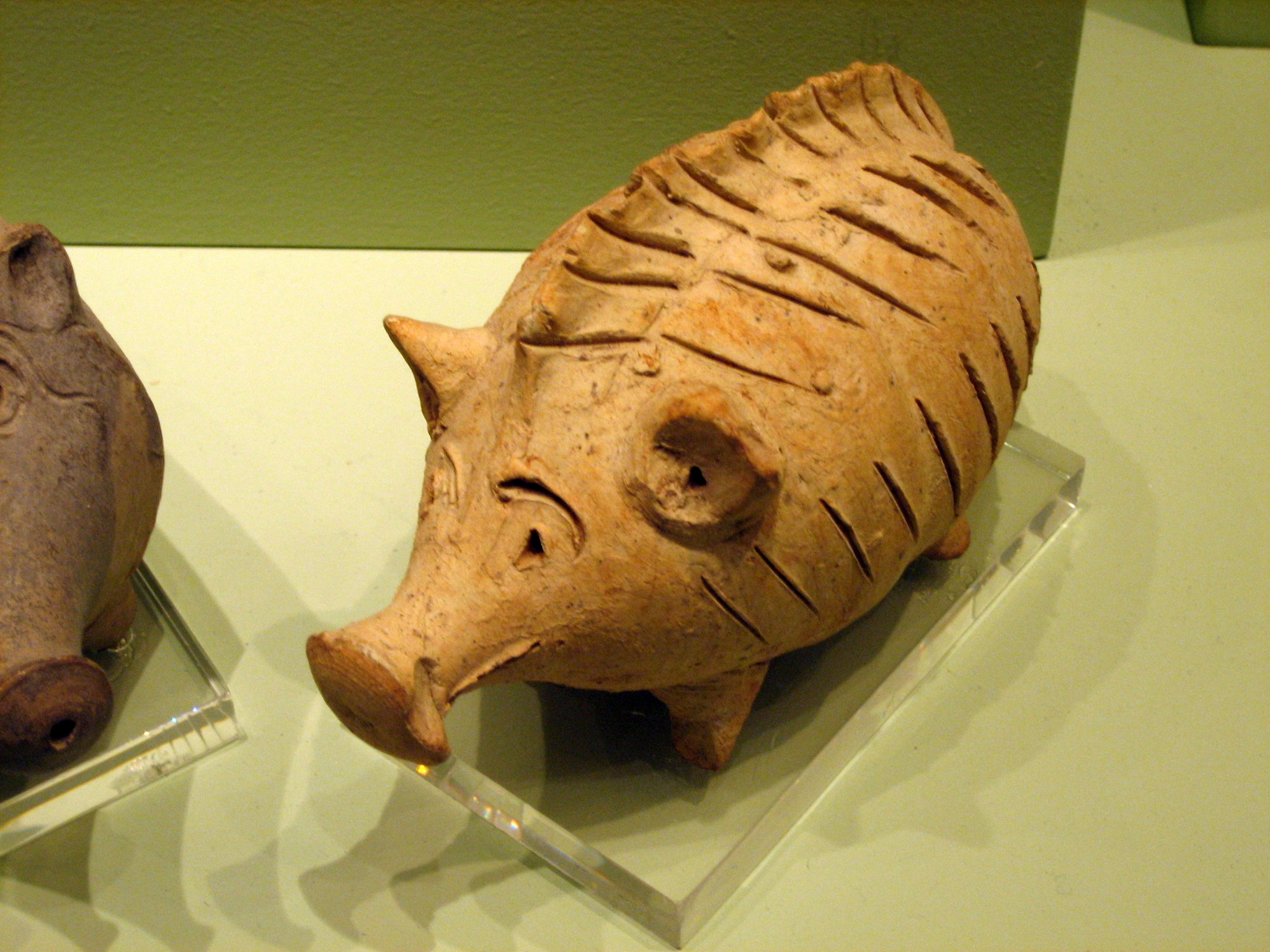
子豚の形をした古代ギリシャの土製がらがら（紀元前600年-480年ごろ）

楽器としてのがらがらの類（ラトル）は、古代において呪術的な目的で用いられていたものである。子供をあやす目的で作られたものとしては、古代ギリシャ・ローマ時代から例が見られ、動物を象った土製のがらがらが作られている。特に古代ギリシャ初期においては、豚を象ったがらがらが多く見られる。これは当時、子豚が幼児の健康を守るという信仰がギリシャにあり、この信仰が玩具に反映したものと見られている。
がらがらは中世ヨーロッパにおいても人気のある玩具であり、フランスでは専用のメーカーがあったといわれる。このがらがらの人気は、単に実用的な面ばかりでなく、ガラガラの音が悪霊を追い払い人を守るという信仰が民衆に浸透していたことが背景にあったものと見られる。16世紀には貴族などのための贅沢なつくりのがらがらが登場し、貴族の子供を描いた肖像画などにがらがらがよく描かれた。子供の玩具は素朴なものであるべきとして、珊瑚を使った贅沢ながらがらを批判したルソーの文章も残っている。
「がらがら」が前述のような二つのタイプに分かれるのは、子供の成長・発達の視点から玩具を評価するようになった18世紀中ごろからで、それまでの「がらがら」は主として養育者が使うことを想定して作られていたものと見られる。イギリスではこうしたがらがらは、ふだん母親や保母の帯飾りの鎖にぶら下げられていたものらしい。

### 日本
日本では室町時代、京の御所の女官たちが紙張子の文箱を手慰みに作り、それに小物を入れて振ると音がしたことからはじまったとされている。のちには雀、犬、兎といったさまざまな鳥獣を象った紙製のがらがらが作られた。当時は馬や兎の皮を使ったでんでん太鼓も御殿玩具として作られ「ばたばた」と呼ばれていた。この「ばたばた」は天然痘でできたあばたを取り除くという信仰もあった。
江戸時代には張子のほか、曲物の胴に柄をつけ中に小石を入れたもの、桐の木を円く挽いて土鈴をいれたものなども作られている。また江戸時代の随筆集『翁草』や『武林隠見録』には、御用商人の河村瑞賢が三両の小判に刀で穴をあけ、そこに紙捻りを通して即興のがらがらを作り、遊び道具として子供に与えたという逸話が載っている。ほかに年始の年玉として桐箱に扇形の棒状のものを入れてがらがらとして配ったり、手作りの玩具として小板を紐で繋いで指で鳴らすものなども作られていた。当時はこうした音のなる玩具を「がらがら」と総称していたようである。
明治時代になると海外からブリキが輸入され、ブリキの空き缶を平らにして作った一枚がらがら、次いでブリキ板2枚を合わせた中に小石を入れたがらがらが作られるようになった。明治30年ごろには、竹の輪の両面にブリキを張り中に小石を入れたがらがらが作られており、竹の輪の両面には犬や猫の絵が描かれていた。これはフケを取る道具の材料に使われた竹の廃物を利用したもので、柄の部分は笛になっている。明治33年には同様のかたちのものに日の出と鶴亀の絵を配した「万寿がら」と呼ばれるがらがらも作られた。
このようなブリキ製のがらがらは日露戦争後急速に進歩し、陶器用の塗料を使い柄を笛にした「笛がら」、仮面を二枚組み合わせた形に作った「面ガラ」、鈴を使った「鈴がら」、風車状に回転する仕掛けをつけた「風車がら」、胴部につけた首が左右に振れる「首振りがら」、胴部にゼンマイ仕掛けを仕込み回転するようにした「自動がら」、鳥獣の絵を配し、胴体部を回転させてどの絵で止まるか当てるようにできている「当てがら」、同様にじゃんけんの絵を配した「拳がら」など多様な仕掛けをもつがらがらが作られていった。
一方でセルロイド製のがらがらも明治32・33年ころから登場しはじめ、明治40年ごろにはゼンマイ仕掛けでオルゴールの音を入れたものが流行している。セルロイド玩具の全盛期である大正時代になるとこうしたセルロイド製のがらがらが盛んに作られた。大正時代のがらがらは音に趣向を凝らしたことに特徴があり、その音によって「ラッパ笛がら」「太鼓がら」「笛入りがら」と呼ばれるがらがらも作られたが、この時期の代表的なものは鈴を4個つけて優美に作られた「高貴がら」、同様に鈴を用い、常盤御前の被った市女笠に似せたものを合わせて作られた「常盤がら」であった。これらにプラスチック製のものが加わわるのは戦後になってからである。